# Acanthasargus roseus
Acanthasargus roseus är en tvåvingeart som beskrevs av James 1950. Acanthasargus roseus ingår i släktet Acanthasargus och familjen vapenflugor.
Artens utbredningsområde är Nya Kaledonien. Inga underarter finns listade i Catalogue of Life.